# Campionat de Catalunya de rugbi masculí de 1922
El Campionat de Catalunya de rugbi masculí de 1922, anomenat en el moment de disputar-se Copa de la Reial Societat de Curses de Cavalls, fou la primera competició de rugbi a XV celebrada a Catalunya Sud i a Espanya.
El rugbi havia començat a practicar-se de forma continuada a partir de 1921, any en el qual es crearen els primers clubs. L'any següent sorgí la idea de crear una competició de rugbi per mesurar les forces entre els diferents clubs existents. Encara no existia cap federació de rugbi reguladora pel que la competició fou organitzada pel Club Natació Atlètic i la copa fou cedida per la Reial Societat de Curses de Cavalls de Barcelona, que també cedí l'hipòdrom de Can Tunis com a seu de la competició. Quatre foren els clubs que s'hi van inscriure: CN Atlètic, CN Barcelona, UE Santboiana i Catalunya Sporting Club.

## Classificació
| Pos | Equip         | PJ | PG | PE | PP | PTS |
| --- | ------------- | -- | -- | -- | -- | --- |
| 1   | UE Santboiana | 3  | 3  | 0  | 0  | 9   |
| 2   | CN Barcelona  | 3  | 2  | 0  | 1  | 7   |
| 3   | CN Atlètic    | 3  | 1  | 0  | 2  | 5   |
| 4   | Catalunya SC  | 3  | 0  | 0  | 3  | 3   |

## Resultats
| 1 | 02/04/1922 | CN Atlètic - UE Santboiana   | 0-6  |  |  |  |  |
| 2 | 09/04/1922 | CN Barcelona - Catalunya SC  | 19-0 |  |  |  |  |
| 3 | 16/04/1922 | UE Santboiana - Catalunya SC | 27-0 |  |  |  |  |
| 4 | 23/04/1922 | CN Atlètic - CN Barcelona    | 0-12 |  |  |  |  |
| 5 | 30/04/1922 | CN Barcelona - UE Santboiana | 0-3  |  |  |  |  |
| 6 | 14/05/1922 | CN Atlètic - Catalunya SC    | n/p  |  |  |  |  |
|   |            |                              |      |  |  |  |  |